# Alcofoll

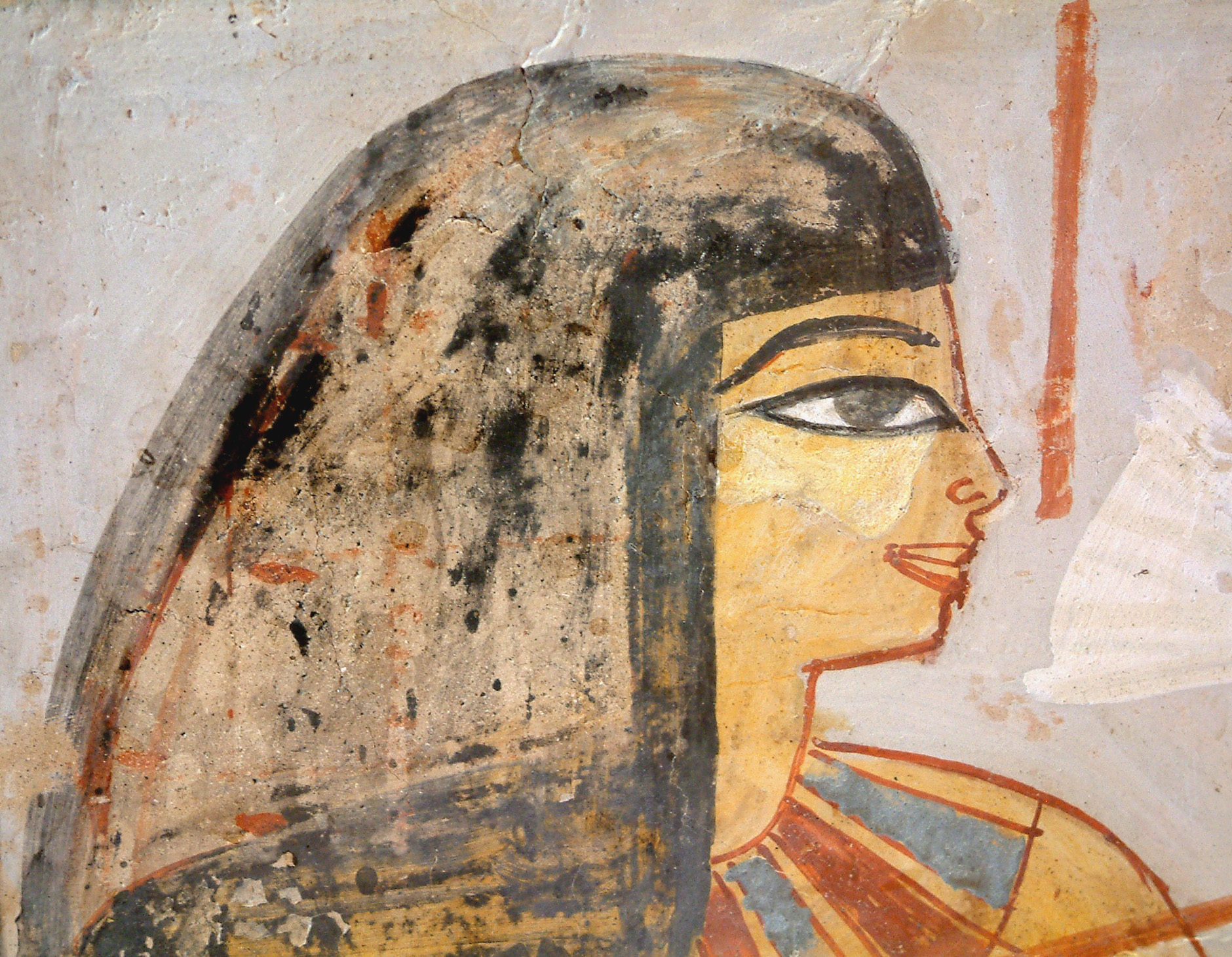
Dona amb alcofoll als ulls.

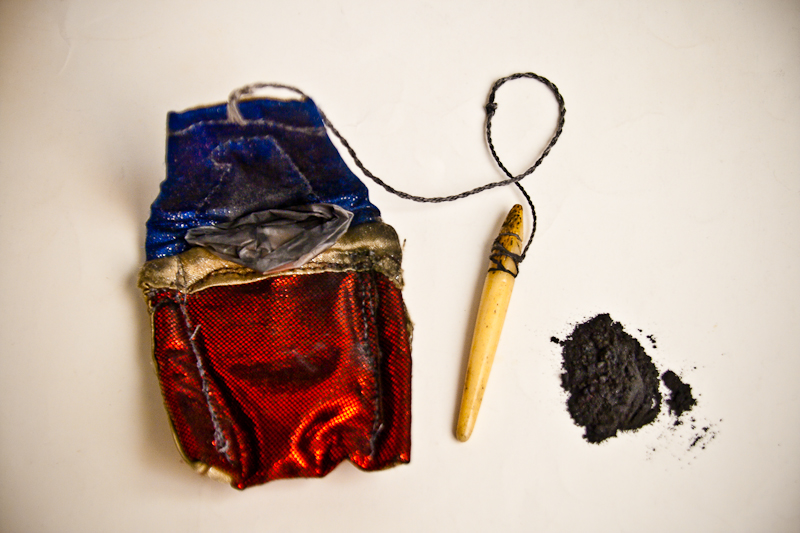
Bosseta d'alcofoll amb el bastonet d'aplicació. Kurdistan, 2009.

L'alcofoll són unes pólvores finíssimes de galena o de sulfur d'antimoni (estibnita o antimonita, Sb₂S₃), de sofre i de greix animal emprades per a protegir (antibiòtic) i maquillar els ulls, en especial "la ratlla" o contorn, però també les parpelles, les pestanyes i les celles. Sol ser negre però pot ser de color gris segons la seva composició. Usat des de fa prop de 4.000 anys, es tracta potser del primer antibiòtic sintetitzat per l'home.
Tradicionalment s'aplica mullant un bastonet en l'alcofoll, que després es fa lliscar entre les dues parpelles amb l'ull tancat, però sense estrènyer-lo, de manera que el contorn de dalt i d'avall es pinten alhora.
A Àfrica i a Àsia s'utilitza tradicionalment no només per estètica sinó perquè es considera una protecció per a les infeccions, en especial en deserts o indrets on és fàcil que hi entri pols. Així, és usat per homes i dones, i especialment és aplicat als nens. A Europa algunes dones l'usen com a maquillatge o bé usen llapis d'ulls, negre o d'altres colors, que pot ser o no complementat amb rímel o amb ombra d'ulls. En particular el negre als ulls és sovint usat per dones i homes que cerquen una estètica gòtica, punk, rock, etc.

## Cultura popular
A l'antic Egipte es creia que ennegrir els ulls protegia la vista de la lluminositat intensa del sol.
A l'Índia és comú posar alcofoll als nens pràcticament d'ençà que neixen, ja que existeix la idea que fa enfortir els ulls. A més, segons la cultura popular, els protegeix contra el mal d'ull.